# Nightrain
Nightrain is een nummer van de Amerikaanse hardrockband Guns N' Roses uit 1989. Het is de vijfde en laatste single van hun debuutalbum Appetite for Destruction.
'Nightrain' is een lofzang over het goedkope alcoholische drankje met dezelfde naam. Het nummer bereikte in de Amerikaanse Billboard Hot 100 de 93e positie, en in Nieuw-Zeeland de 21e. Ook werd de Vlaamse Radio 2 Top 30 gehaald, waar het de 29e positie haalde. Verder bereikte het nummer nergens de hitlijsten.